# Hort de Trènor
La Casa, Capella i Jardí de l'Hort de Trènor, de Torrent és un conjunt de propietat pública. El seu valor resideix en l'hort que ha estat convertit en jardí botànic i està catalogat com a Bé d'interès cultural, amb la classe de Jardí Històric.

## Història
El conjunt arquitectònic té l'origen en una antiga ermita. Al segle xvi Joan de Ribera hi autoritzà, al 1596, la fundació d'un convent de franciscans, del qual només s'hi veuen algunes restes junt a l'hort. Al segle xix, després de la desamortització de Mendizábal del 1836 el convent passa a ser propietat de l'estat i part dels terrenys se subhasten públicament, els quals passen a propietat d'Enric Trènor Montesinos (comte de Montesinos). Amb el temps les dependències del convent han fet la funció de casa de Beneficència, casa de la Guàrdia Civil i escoles fins al 1889, quan s'hi instal·len terciaris caputxins. Anys després els terrenys restants són adquirits per la família Trènor, dels quals el conjunt ha pres el nom. Finalment el 1982 l'ajuntament de Torrent va adquirir els terrenys per fer-los jardí públic.

## Descripció

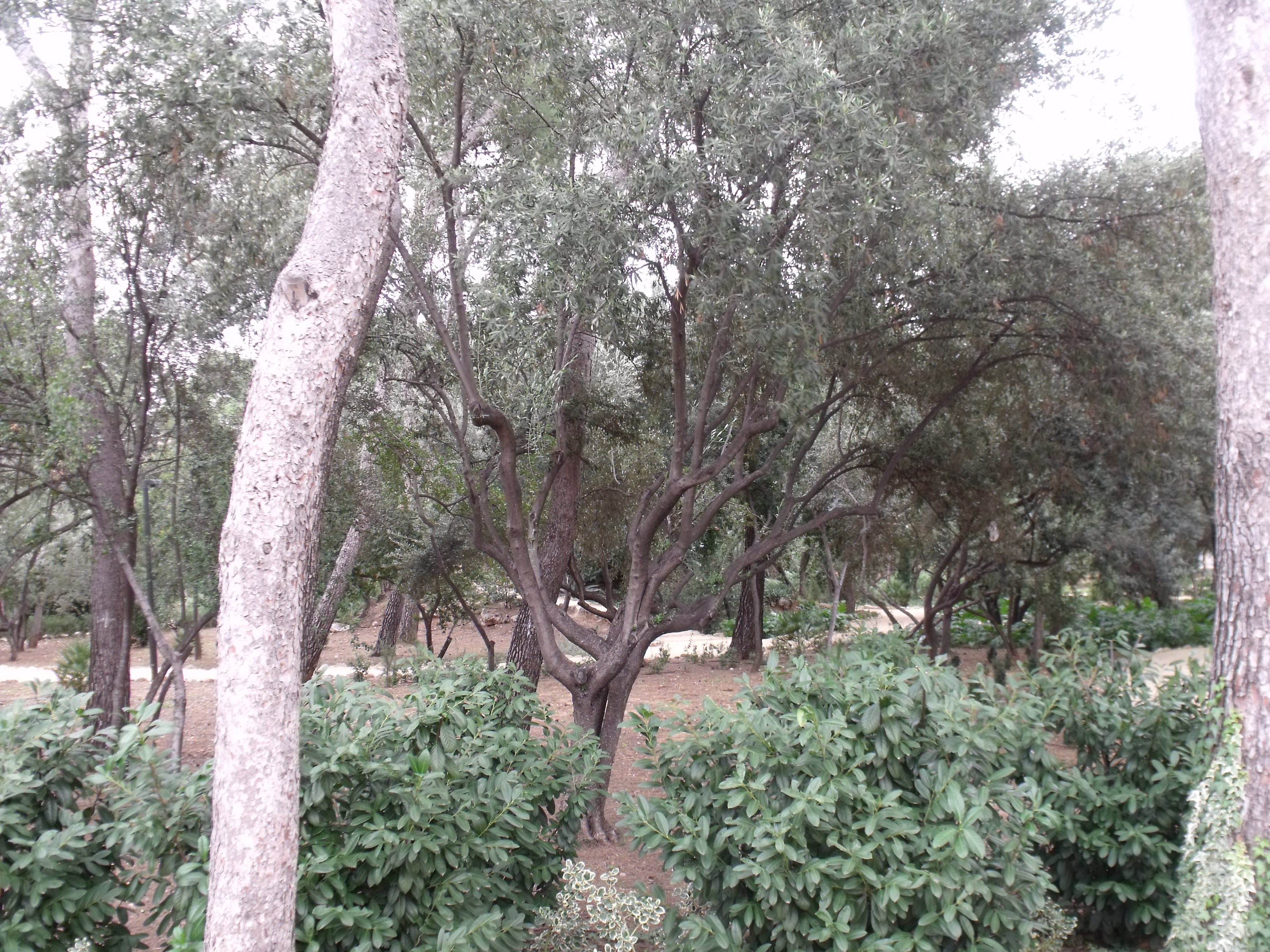
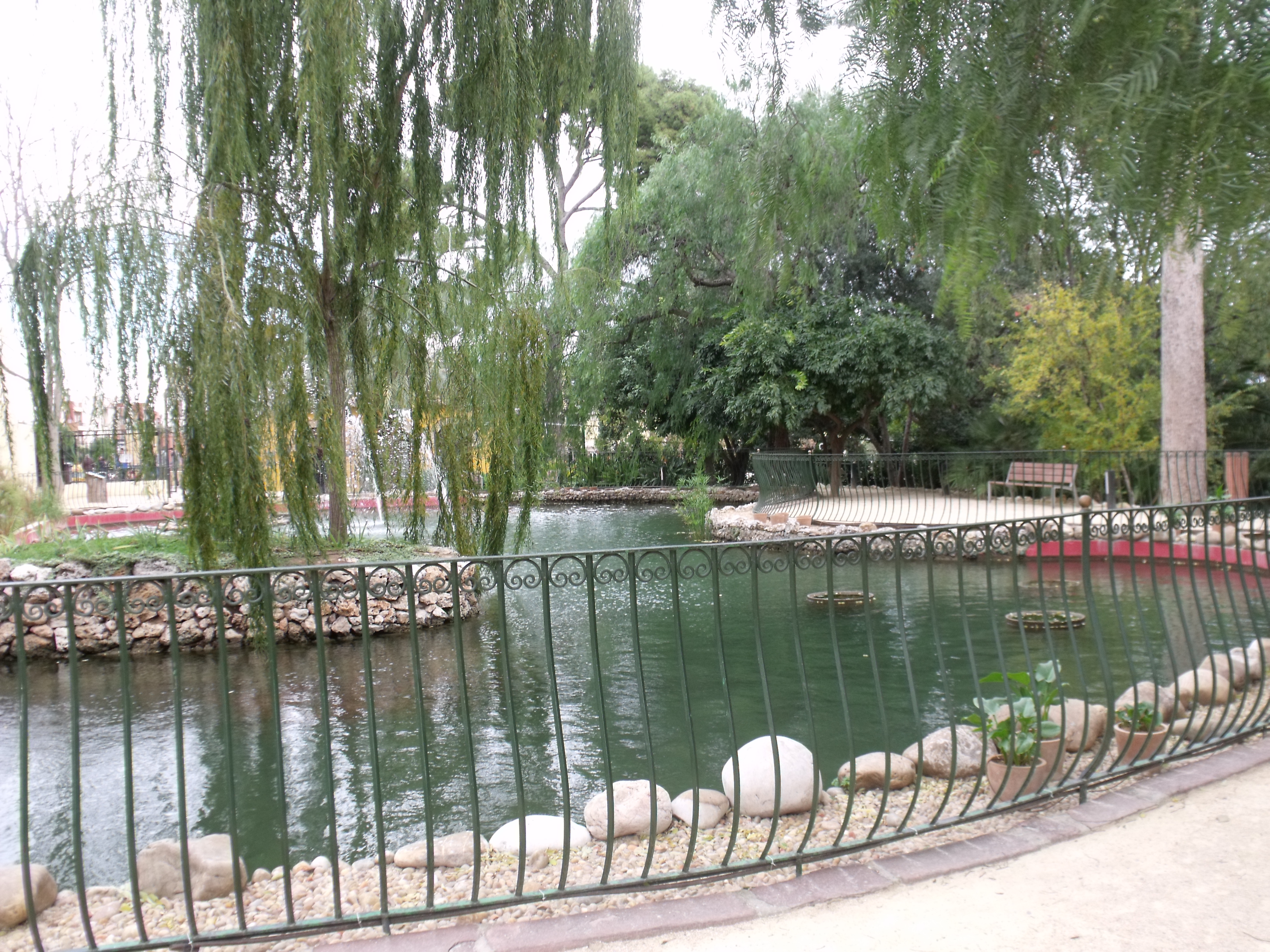
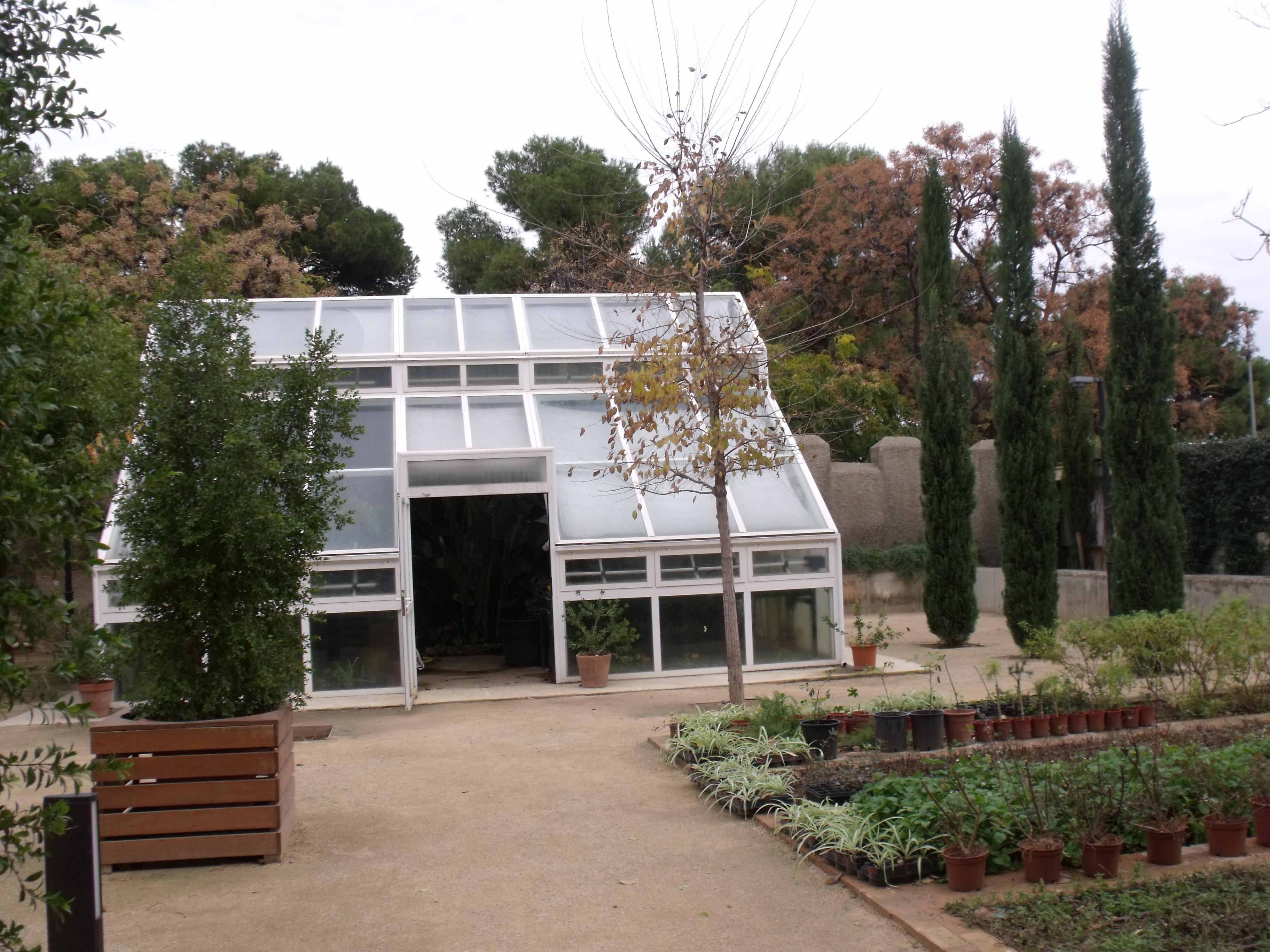
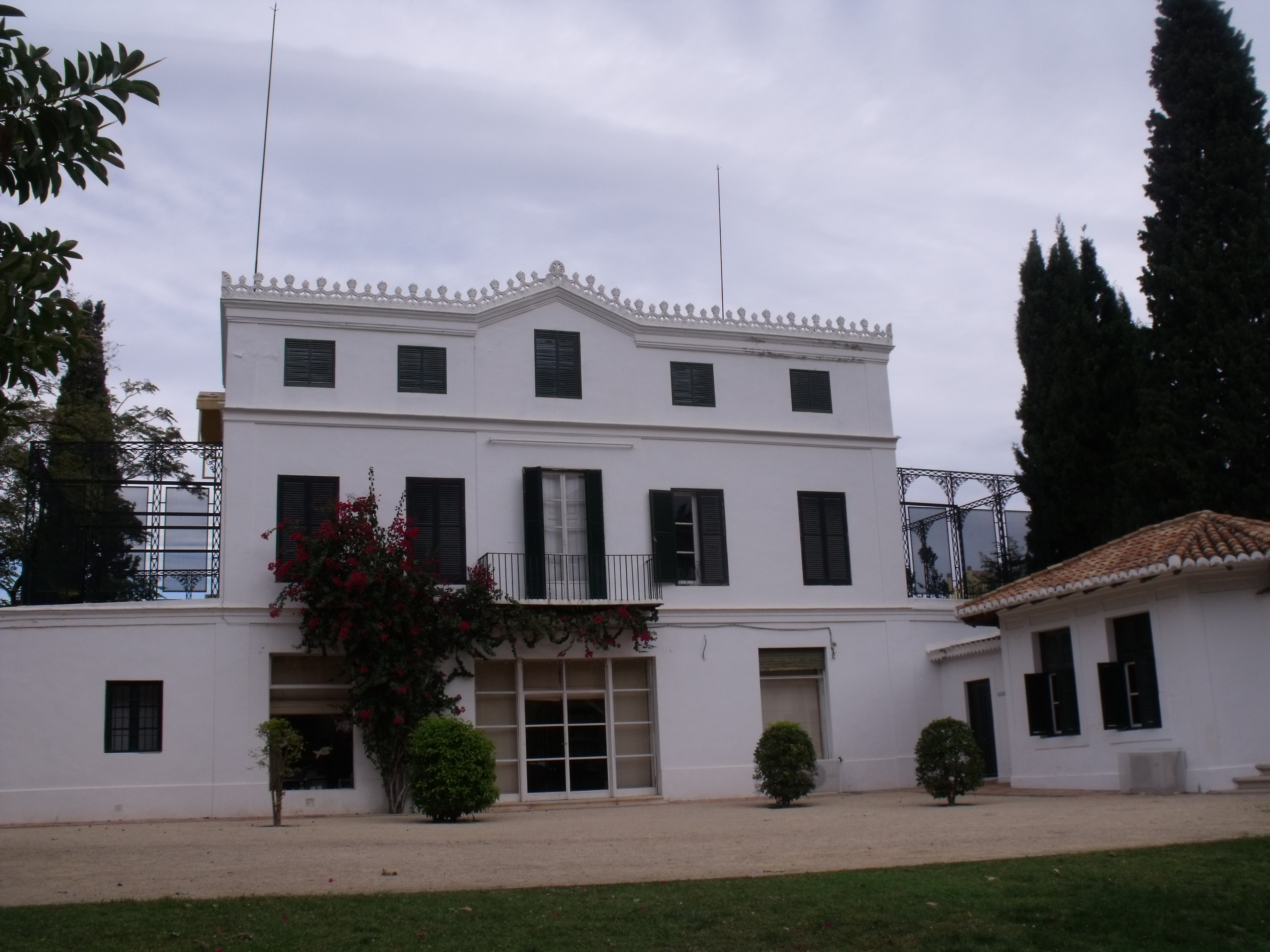
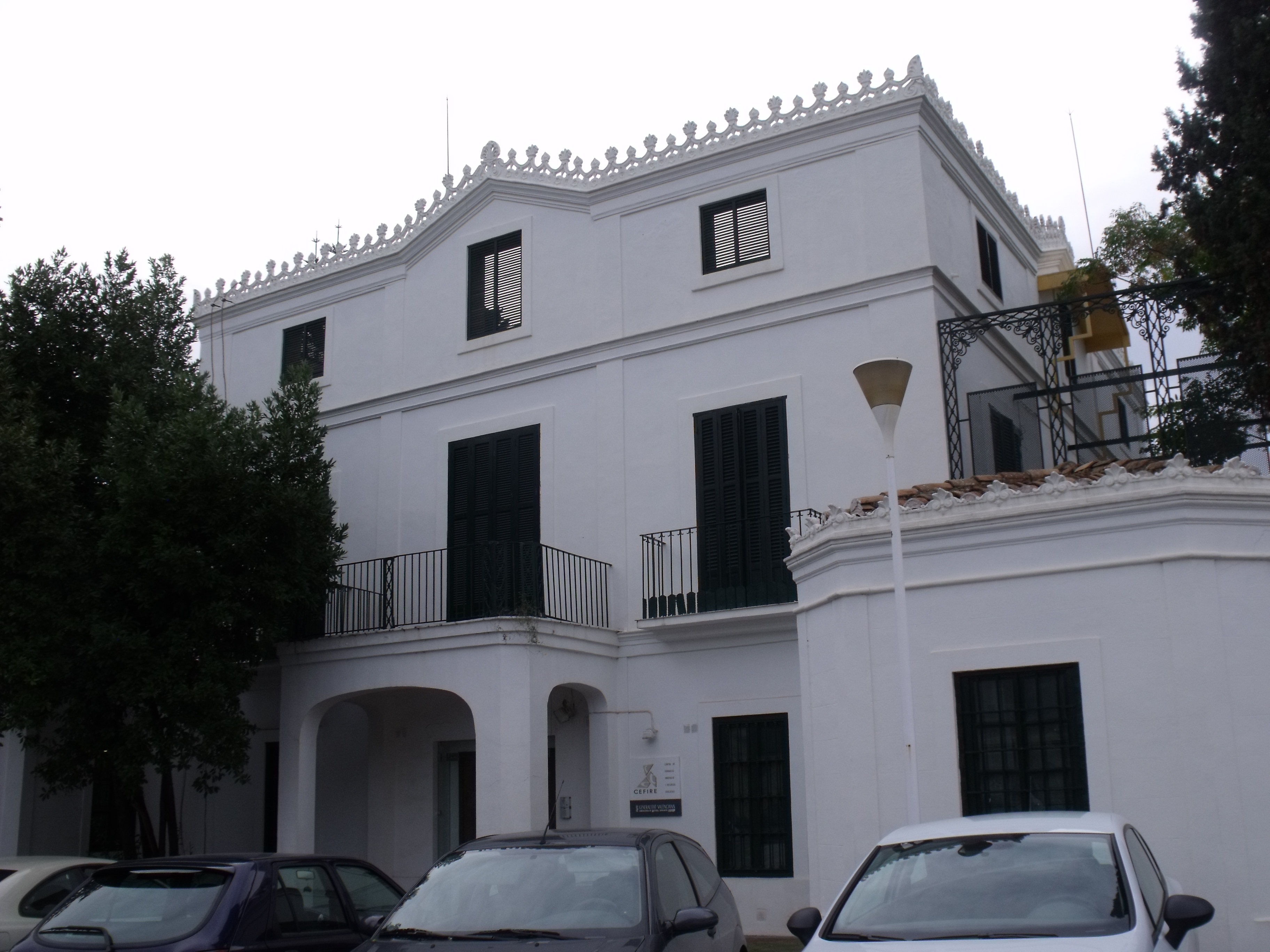

El conjunt en la seua totalitat es troba delimitat per un mur de planta rectangular. El jardí n'és a la part oest, al voltant d'un estany vorejat de vegetació mentre que a la part est n'és l'hort dels tarongers. La resta del conjunt està constituït per un bosc amb una petita elevació artificial enjardinada, un altre estany més gran que l'anterior i espècies vegetals com palmeres i canyes índies entre d'altres. També la casa presenta una planta rectangular, així com la distribució de les cases de camp, amb dues plantes separades per una línia d'imposta. Les façanes són decorades amb pilastres als angles. A la part superior hi ha una cornisa decorada amb motius vegetals formant un frontó triangular a la part central. El material emprat per a la construcció és de maó massís amb forjats de fusta amb teulada àrab a l'exterior. Per la seua banda, la capella és d'estil neogòtic amb planta quadrangular, coberta a dues aigües, i coronada amb una llanterna octogonal que presenta pinacles en les cantonades.